# Häxprocessen i Genève
Häxprocessen i Genève var en häxprocess som ägde rum i Genève i Schweiz 1567-1571.
Republiken Genève var en religiös teokrati sedan Jean Calvin (1509–1564), som fördömde häxeri utan att ägna saken något större intresse i praktiken. Staden var känd för sina förföljelser mot de så kallade engraisseurs eller bouteurs de peste, människor anställda för att rengöra hus och skaffa bort lik efter dödsfall, som anklagades för att sprida pest genom salvor: historiskt har detta ofta uppfattats som häxförföljelser, men engraisseurs anklagades i själva verket normalt för förgiftning snarare än häxeri, och endast en av de 65 engraisseurs som åtalades för att sprida pest 1545–1546, Pernette Marca, avrättades för trolldom.
1567 drabbades staden av pest, som höll i sig i fyra år. Missnöjet över den ihållande pesten utmynnade i anklagelser om att den hade orsakats av häxor. Åtminstone 40 personer anklagades och åtminstone 13 avrättades 1567-68. Under år 1571 anklagades över hundra personer, av vilka 36 avrättades. 
29 personer avrättades och ytterligare fler utvisades anklagade för att ha orsakat pesten med magiska salvor och för att ha slutit en satanspakt och närvarat vid en häxsabbat. Rättsdokumenten i staden är välbevarade och visar att 1571 års häxprocess var den värsta i stadens historia. Utöver denna brukade häxprocesser i staden leda till förvisningar snarare än avrättningar. Läkaren Jean-Antoine Sarrasin utgav ett verk där han tillskrev pesten de förhäxande giftspridarna. 
150 häxprocesser är kända från inrättande av Calvins republik till den sista processen 1681, och där den sista avrättningen var Michée Chauderon 1652. De värsta ägde rum 1545, 1567-68, 1571 och 1615. Mellan 1537 och 1662 hölls 479 häxprocesser i Genève med 132 avrättningar: det var vanligare att en häxprocess resulterade i avrättning om den hade hållits mot en engraisseur snarare än mot vanligt häxeri.